# Twisted Sister
Twisted Sister var et amerikansk hard rock-band, der blev dannet i 1973.
I de første ti år spillede de i forskellige klubber, og først i 1983 fik de et hit i England med sangen "I Am I'm Me". Året efter slog de i igennem med numrene "We're Not Gonna Take It" og "I Wanna Rock". De er kendt for deres sceneoptræden, bestemt karismatiske Dee Snider og deres humoristiske side, der altid har været med.

## Medlemmer
- Dee Snider – Vokal (1976–1987, 1988, 1997, 2001, 2003–2016)
- Eddie "Fingers" Ojeda – Lead guitar & Rytmeguitar (1975–1987, 1988, 1997, 2001, 2003–2016)
- Jay Jay French – Rytme- & lead guitar (1972–1987, 1988, 1997, 2001, 2003–2016)
- Mark "The Animal" Mendoza – Bas (1978–1987, 1988, 1997, 2001, 2003–2016)
- A. J. Pero – Trommer (1982–1986, 1997, 2001, 2003–2015; Død i 2015)
- Mike Portnoy – Trommer (2015–2016)

## Diskografi

### Studiealbummer
- 1982: Under the Blade
- 1983: You Can't Stop Rock 'n' Roll
- 1984: Stay Hungry
- 1985: Come Out and Play
- 1987: Love Is for Suckers
- 1992: Big Hits and Nasty Cuts: The Best of Twisted Sister
- 1994: Live at Hammersmith
- 1999: Club Daze Volume 1: The Studio Sessions
- 1999: We're Not Gonna Take It
- 2001: Club Daze Volume II: Live in the Bars
- 2002: The Essentials
- 2004: Still Hungry
- 2005: Live At Wacken: The Reunion
- 2006: A Twisted Christmas
- 2007: A Twisted Christmas - Live